# Hühnerloh
Hühnerloh ist ein Gemeindeteil des Marktes Gößweinstein im Landkreis Forchheim (Oberfranken, Bayern).

## Lage
Als staatlich anerkannter Luftkurort ist das Dorf ein beliebtes Ziel für Touristen und Ausflügler. Hühnerloh liegt zwischen den beiden Orten Gößweinstein und Pottenstein. Weil der Ort mitten im Gebiet der Fränkischen Schweiz liegt, ist die Topographie hügelig bis bergig. Durch Hühnerloh verläuft der Fränkische Marienweg.

## Regelmäßige Veranstaltungen
- Fasching
- Kapellenfest
- Weihnachtsmarkt
- Mehrere Grillfeste im Jahr

## Sehenswertes
- Grotte mit Muttergottes aus dem Jahre 1923
- Das Hühnerloher Marterl im Ortszentrum
- Die renovierte Kapelle aus dem Baujahr 1956
- Häuser aus den verschiedenen Bauepochen, die einen vielseitig gestalteten Dorfkern bilden
- Ausblick vom Felsen an der nahegelegenen Bärenschlucht (unbefestigter Weg)
- Die nahegelegene Bärenschlucht, ein markant geformtes Tal mit steilen Felswänden, typisch für die Topographie der Fränkischen Schweiz
- Seerosenteich im Wald
- Wanderwege durch die umliegenden Wiesen und Wälder[3][4][5]
- Zahlreiche weitere Sehenswürdigkeiten sowie Freizeitmöglichkeiten befinden sich in den umliegenden Orten, wie zum Beispiel die Burg Gößweinstein und die Burg Pottenstein

## Infrastruktur
Zwei Gasthöfe sowie mehrere Ferienwohnungen bieten für Touristen Unterkünfte an. Am Rande des Ortes gibt es einen angeschlossenen Zeltplatz. Mehrere Supermärkte sowie Discounter im nahegelegenen Gößweinstein und in Pottenstein bieten Einkaufsmöglichkeiten. Früher war der Ort vor allem durch landwirtschaftliche Betriebe geprägt. Heute arbeitet der überwiegende Teil der Bewohner in den umliegenden Orten.

## Verkehrsanbindung
Der Ort wird durch eine Nebenstraße der Staatsstraße 2685, die die Orte Gößweinstein und Pottenstein verbindet, erschlossen. Die nächste Bundesstraße, die B 470 führt durch den Gößweinsteiner Gemeindeteil Behringersmühle. Die nächsten Bundesautobahnen sind die A 73 in Richtung Bamberg und Erlangen sowie die A 9 in Richtung Bayreuth und Nürnberg.
Die nächsten regelmäßig bedienten Bahnhöfe sind Ebermannstadt, von wo aus es stündlich Verbindungen nach Forchheim gibt und der Bahnhof Pegnitz mit stündlichen Verbindungen nach Bayreuth und Nürnberg. Die nächsten Stationen der S-Bahn Nürnberg befinden sich in Forchheim und Kersbach.
Die Bushaltestelle im Ortszentrum wird nur wenige Male am Tag durch Schulbusse angefahren. An der Staatsstraße 2685 befindet sich eine weitere Bushaltestelle für regelmäßige Verbindungen nach Gößweinstein und Pottenstein. Hühnerloh gehört mit dem Markt Gößweinstein zum Verkehrsverbund Großraum Nürnberg GmbH (VGN).